# SB/DV 32f sorozat
A 32f sorozatú gőzmozdonyok a Déli Vasút szerkocsis mozdonyai voltak.

## Története
A Déli Vasút domb- és hegyvidéki pályáin közlekedő nehéz személy- és postavonatainak továbbításához nagy teljesítményű mozdonyokra volt szüksége. A két kapcsolt kerékpárú mozdonyok nem látszottak e célra megfelelőnek, így három kapcsolt kerékpárú mozdonyok jöhettek csak szóba. A hegyi pályák szűk ívei miatt pedig elöli futóforgóváz alkalmazása mellett döntöttek. 

## Szerkezete

### Kazán
A porosz-, más néven Becker-rendszerű állókazánt a keretek fölé emelve, de a hátsó két kapcsolt tengely kerekei között helyezték el, a rostély felülete mégis tekintélyes volt.  A 4 760 mm hosszúságú és 1,49 m átmérőjű hosszkazánt három, 14 és 16 mm-es folytvas lemezekből álló övből szegecselték össze; a tengelye (középvonala) a sínkorona fölött 2 500 mm magasan található. A kazánt a szokásos módon a füstszekrény alatt, a füstszekrénytartónál rögzítették a kerethez, így hátrafelé dilatálhatott. A hegyi forgalom megkívánta teljesítményhez minél nagyobb gőztárolóképességre volt szükség, ez az első és harmadik kazánövön is egy-egy gőzdómot helyeztek el, melyet egy 300 mm belső átmérőjű cső kötött össze. A kazánba 231 darab 45/50 mm átmérőjű folytvas tűzcsövet építettek. Az 1 604 (a kompaund változatnál 1 622) mm hosszú füstszekrényben helyezték el az amerikai rendszerű szikrafogót és a fúvócsövet.  Az két gőzdómra egy-egy közvetett terhelésű rugómérleges, összekötő csőre pedig egy magasabb értékre beállított Coale-rendszerű közvetlen rugóterhelésű biztonsági szelepet szereltek. 

### Gépezet
A két, kereten kívül elhelyezett gőzhenger, a kapcsolt kerékpárok közül a másodikat hajtotta. 
A gőzhengerek külső beömlésű síktolattyúkkal készültek, melyeket Heusinger–Walschaert-rendszerű vezérművek szabályoztak.  Az ellenforgattyú előremenetben a forgattyút közel 90°-kal követte, más szóval a forgattyúhoz képest hátramaradóként ékelték föl. Ennek megfelelően előremenetben a lengőívkő a lengőív (kulissza) felső részén helyezkedett el.  A kormányvonórudat emeltyűvel kombinált kormánycsavarral szabályozták.

### Keret és futómű
A mozdony 1 540 mm futókör-átmérőjű kapcsolt- és 880 mm átmérőjű futókerékpárokkal készültek.  A kapcsolt kerékpárok rugói közül az első kettőét a kerékpártengelyek fölött helyezték el és ezeket himbák kötötték össze. A harmadik kapcsolt kerékpár rugóit az állókazán miatt a tengelyek alatt helyezték el. Az elülső futóforgóváz forgócsapját az első négy mozdonynál fixen a keretbe ágyazták. Mivel azonban a szűk ívekbe a mozdonyok hajlamosak voltak befeszülni, a többi példánynál a forgócsap a oldalirányban 25–25 mm-t elmozdulhatott, középállásba pedig laprugók terelték vissza. A futókerékárok rugói a tengelyek fölött voltak.

### Segédberendezések
A mozdonyra egy  Hardy-rendszerű légűrfékhengert szereltek. A féktuskók csak a mozdony hátsó két hajtott kerékpárjait fékezték hátulról, míg a többi kerékpár módon fékezetlen volt.  Kedvezőtlen tapadási viszonyok esetén Gresham-rendszerű, gőzzel működtethető homokoló juttatott homokot a kapcsolt kerékpárok elé. A szögletes homoktartályokat a mozdony két oldalán, a futóhidakon helyezték el. A mozdonyokat hagyományos bajor rendszerű nagynyomású gőzfűtési berendezéssel látták el.

### Szerkocsi
A 32f sorozatú mozdonyokhoz a  háromtengelyes szerkocsi készült, melyet később a 328 sorozatnál és – módosított kivitelben – a 424 sorozatnál is alkalmaztak. 

## Sorozatgyártás
A Lokomotivfabrik der StEG, Bécs, a Bécsújhelyi Mozdonygyár és a Floridsdorfi Mozdonygyár összesen 27 db 2'C tengelyelrendezésű mozdonyt építettek 1896 és 1898 között és ezek a Déli Vasútnál a 32f sorozatjelet és a 1701–1727 pályaszámokat kapták.
A mozdonyok a Monarchiában ekkor kötelező módon hadijelet is kaptak, mely ennél a típusnál  {\displaystyle {\tfrac {\mathrm {III\ 400} }{\mathrm {A} _{1}}}}  volt.
A mozdonyok állomásítása az alábbiak szerint alakult:
- Bozen (Bolzano): 11 db,
- Trieszt: 13 db,
- Gloggnitz: 3 db.

## Üzemük az első világháború végéig
A mozdonyok 25‰-es emelkedőn 150 tonna tömegű vonatot 28…32 km/h sebességgel, 10‰-es emelkedőn 200 tonnát 52, 250 tonnát 45 km/h sebességgel tudtak továbbítani.
A mozdonyok teljesítménye hegyvidéki vonalrészeken rövidesen kevésnek bizonyult, ezért hamarosan a 170 sorozatú mozdonyok váltották fel őket, ezután a 32f sorozatú mozdonyok a Karszt-vonalra, majd a Puster-völgybe kerültek és a 14‰-es pályákon teljesítettek hasznos szolgálatot, ahol a két kapcsolt kerékpárú mozdonyok teljesítménye már nem volt megfelelő. Mivel azonban a gőzhengereiket elsősorban a semmeringi vonalra méretezték, így meglehetősen gazdaságtalanok voltak. Az új 109 sorozatú mozdonyokkal a Laibach–St. Peter közötti 7,7–11,1‰-es emelkedőkkel tarkított vonalon megtartott összehasonlító próbák szerint az új, túlhevítős mozdony 16 tonnával nagyobb vonattömeget rövidebb idő alatt, 22%-kal kevesebb szén és 23%-kal kevesebb víz elfogyasztásával továbbított.
Ezek után rövid ideig a Bécs–Gloggnitz vonalon teljesítettek szolgálatot, ahol a 229 sorozatú szertartályos mozdonyok teljesítménye kevésnek bizonyult. Azonban gyorsan kiszorították őket a 629 sorozatú szertartályos mozdonyok, melyek ugyanazt a feladatot (200 tonnás vonat 40–50 km/h átlagsebességgel, részben 12,5‰-es emelkedőn) 33%-kal kevesebb szén és 37%-kal kevesebb víz elfogyasztásával teljesítették.

## Az első világháború után
1923-ban két mozdonyt, az 1701 és 1707 pályaszámút Lokomotivfabrik der StEG Schmidt-rendszerű kisfüstcsöves túlhevítővel látta el. Az új kazán a régi befogaló méreteit örökölte, azonban csak egy, a középső övön elhelyezett gőzdómmal látták el, melynek a tetejére egy Coale-rendszerű közvetlen rugóterhelésű biztonsági szelep került. A kazánlemezek vastagságának megnövelésével a gőznyomást 14 barra emelték. A hosszkazánba 29 db 46/51 mm-es tűzcsövet és 96 db 70/76 mm-es füstcsövet szereltek, melyekbe 19/21 mm-es túlhevítőelemek nyúltak bele. A gőzhengereket is lecserélték: az újak átmérője 520 mm lett. A hengerekbe immár Lentz-rendszerű szelepes vezérmű bocsátotta a gőzt. A hatásfok javítására Dabeg-rendszerű előmelegítőt is felszereltek.
Bár az átalakítást sikeresnek értékelték és a korszerűsítés költsége csak 20%-kal haladta meg az öreg mozdonyok amúgy is esedékes (eredeti állapotot visszaállító) felújítási költségét, a folytatás mégis elmaradt: a Déli Vasút járműállományát 1923-ban a Római Egyezmény felosztotta az utódállamok között és bár az átalakított mozdonyoknak már BBÖ által kijelölt sorozatjele is (327 sorozat) volt, a típus valamennyi tagját az új osztrák határokon kívülre juttatta. A 32f sorozatú mozdonyokból
- az FS 16 db,
- az SHS 11 db mozdonyt kapott.

### Olaszország
Az FS-hez került mozdonyok a 652.001–016 pályaszámokat kapták, selejtezésükre 1928–1931-ben került sor.

### Jugoszlávia
A Szerb–Horvát–Szlovén Királyság vasútja, az SHS változatlan sorozat- és pályaszámokon üzemeltette tovább, majd kezdte meg a mozdonyok selejtezését. Utódja, a JDŽ már csak 3 db-ot számozott át 1933-ban a 109-001–003 sorozat- és pályaszámokat adva nekik. A második világháború alatt a még meglévő mozdonyok a DRB-nél a 38 501–502 pályaszámokat viselték.